# Mamoru Kanbe
Mamoru Kanbe é um diretor, que conseguiu o estrelato ao dirigir o anime Elfen Lied. Também trabalhou em animes como Baccano!, Cardcaptor Sakura, Denpa-teki na Kanojo e Subete ga F ni Naru: The Perfect Insider. Kanbe também está escalado para dirigir a adaptação para anime do mangá de grande sucesso, Yakusoku no Neverland.